# 1760 Sandra
Sandra (asteróide 1760) é um asteróide da cintura principal com um diâmetro de 35,89 quilómetros, a 2,7477967 UA. Possui uma excentricidade de 0,1277528 e um período orbital de 2 042,25 dias (5,59 anos).
Sandra tem uma velocidade orbital média de 16,78109231 km/s e uma inclinação de 8,43658º.
Esse asteróide foi descoberto em 10 de Abril de 1950 por Ernest Johnson.